# Santa Cruz (góry)

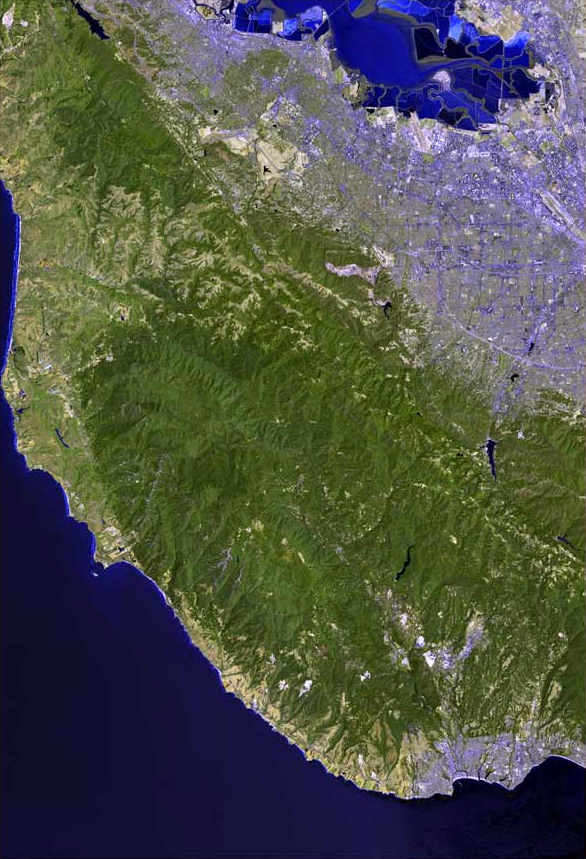
Góry Santa Cruz i aglomeracja San José widziane z kosmosu

Santa Cruz (Santa Cruz Mountains) – pasmo górskie w Stanach Zjednoczonych, w zachodniej Kalifornii, na obszarze hrabstw Santa Clara, Santa Cruz oraz San Mateo, stanowiące część pasma Gór Nadbrzeżnych. Góry położone są częściowo na terenie półwyspu San Francisco i rozciągają się wzdłuż wybrzeża Oceanu Spokojnego, na zachód i południe od zatoki San Francisco.
Najwyższym wzniesieniem w paśmie jest Loma Prieta (1148 m n.p.m.).
Główne miasta położone w sąsiedztwie gór Santa Cruz to San Jose na wschodzie oraz San Francisco na północy.
Od połowy XIX wieku na terenie gór prowadzona jest uprawa winorośli.